# Uranius Antoninus
Uranius (Antoninus) a fost un uzurpator roman amintit de istoricul Zosimos, care s-a revoltat în timpul lui Elagabalus sau Alexandru Sever.
Este posibil ca Zosimos să-l fi confundat cu L(ucius) Julius Aurelius Sulpicius Severus Uranius Antoninus', care ar fi domnit în Siria, în 254. Acesta din urmă este cunoscut doar după monede.
Nu este sigur dacă Uranius de pe monede este același cu cel amintit de Zosimos. Dacă a existat ultimul dintre cei doi, acesta sigur a apărat imperiul de atacul lui Shapur I, regele sasanid al Persiei.
Nu se știe nimic despre el după ce s-a declarat împărat.